# سرود ملی
سُرود ملی یا سرود میهنی قطعه‌ای موسیقی یا سرود است که توسط دولت‌ها به عنوان سرود ملی و رسمی کشور به رسمیت شناخته می‌شود.
امروزه در جهان هر کشوری سرود ملی مخصوص به خود را دارد. سرودهای ملی آوازها یا موسیقیهایی هستند، که در موقعیت‌های مخصوصی در کشورها نواخته می‌شدند. این سرودها آوازهای وطن پرستانه‌ای هستند که به عنوان احترام به علایق و تعلقات هر کشوری نواخته می‌شوند. این آوازها جهت تحریک احساس وطن‌پرستی در مردم خوانده می‌شوند.
ویژگی دیگر و مشترک تقریباً تمامی سرودهای ملی، کوتاه بودن آن‌ها است و این بخاطر آن است که در اجراهای بین‌المللی مانند دیدارهای رسمی دولتمردان، مسابقات بین‌المللی و امثال آن، طولانی بودن سرود یا مارش آن موجب ملال خاطر شنونده‌های سایر ملل نشود.

## نخستین
نخستین سرود مربوط به کشور ژاپن است.

## سرود ملی انگلستان
خدا نگهدار ملکه باد، خداوند ملکه را حفظ کند  به عنوان سرود ملی انگلستان در سال ۱۸۲۵ شناخته شد و البته به عنوان یک شعار وطن‌پرستی نیز مشهور گشت و از اواسط قرن ۱۸ در مراسمِ سلطنتی استفاده می‌شد.

## سرود ملیایالات متحده آمریکا
در سال ۱۸۱۴ نوشته شد. یک وکیل آمریکایی به نام فرانسیس اسکات کی بر روی عرشهٔ یک کشتی انگلیسی که به فورت مک هنری حمله کرده بود، ایستاده بود. در تمام شب کی شاهد صحنه‌ها ی جنگ بود و آن را تماشا می‌کرد. سحرگاه مشاهده کرد که پرچم آمریکا هنوز بر بالای فورت در اهتزاز است. غرق احساسات وطن پرستانهٔ خود شد. در همان لحظه او خطی بر روی کاغذ نوشت که بعدها قسمتی از سرود ملی آمریکا شد.
این سرود دارای ۴ بند است. اما فقط بند اول آن را امروزه (به دلیل طولانی شدن سرود) می‌خوانند.

## سرود ملی اردن و ژاپن
ژاپن و اردن کوتاه‌ترین سرودهای ملی جهان را دارند که هرکدام شامل ۴ خط است.
سرود السلام الملکی الاردنی، سرود ملی کشور اردن است این سرود پس از استقلال کشور اردن در سال ۱۹۴۶ به تصویب رسید. متن سرود را عبدالمنعم الرفاعی سروده و آهنگ آن را عبدالقادر التنیر تهیه کرده‌است. نسخه اول این سرود بسیار کوتاه بود اما بعدها کامل‌تر شد.
سرود ملی ژاپن (به ژاپنی: 君が代)(کیمیگایو) از سال ۱۸۶۸ در ژاپن رسمیت یافته‌است.
خطاب این سرود به امپراتوران ژاپن است و منظور از «صخره ساختن ریگ‌ها»، روند به هم چسبیدن و فشرده شدن سنگ ریزه‌ها به صورت صخره است که در طبیعت روی می‌دهد.

## سرود ملیایران
سرود رسمی دولت ایران و یکی از نمادهای ملی ایران است که در مراسم رسمی، یادبودهای ملّی، مسابقات ورزشی و دیگر مناسبت‌های ملّی اجرا یا پخش می‌شود. سرود ملّی ایران دارای دو بخش شعر و موسیقی است.
همچنین شک‌هایی به دومین سرود جمهوری اسلامی ایران وارد شد که شباهت زیادی به سرود ملی کره دارد. که توسط سازنده آهنگ سرود رد شد. اما همچنان این موضوع مطرح است.

## سرود ملی فرانسه
سرود مارسییز (به فرانسوی: La Marseillaise) نام سرود ملی کشور فرانسه است. این نام از نام شهر مارسی در فرانسه گرفته شده‌است. نام این سرود را در فارسی «مارسیز» و «مارسه‌یز» نیز نوشته‌اند.
روژه دو لیل افسر ارتش فرانسه و یکی از انقلابیون آن کشور در سدهٔ ۱۹ سرود تاریخی و مهیج مارسییز را سروده که پس از آن سرود رسمی انقلاب فرانسه و سپس سرود ملی کشور فرانسه شد.

## کوتاه‌ترین‌ها
قطر کوتاه‌ترین سرود ملی را دارد. زمان آن ۳۲ ثانیه است که نسخه‌ای ویرایش شده دارد که زمان آن بیشتر از سرود قبلی است. همچنین اوگاندا نیز یکی از کوتاه‌ترین سرودهای ملی را دارد. این سرود تنها هَشت بخش موسقیایی دارد و به‌طور معمولاً دو بار تکرار می‌شود.

## بلندترین
اروگوئه بلندترین سرود ملی را دارد. زمان آن ۴ دقیقه و ۳۰ ثانیه است. نسخه کوتاه آن ۵۵ ثانیه است.